# راجو رام
راجو رام هو ممثل هندي، ولد في 15 أبريل 1975 في الهند.

## وصلات خارجية
- راجو رام على موقع IMDb (الإنجليزية)
- راجو رام على موقع قاعدة بيانات الفيلم (الإنجليزية)